# Carnival Barranquilla
Carnival Barranquilla (tiếng Tây Ban Nha: Carnaval de Barranquilla) là lễ hội văn hóa dân gian quan trọng nhất ở Colombia, và cũng là một trong những carnival lớn nhất thế giới. carnival này có truyền thống truy ra tới thế kỷ thứ 19. Bốn mươi ngày trước Tuần Thánh, Barranquilla mở cửa đón du khách trong và ngoài nước cùng với cư dân địa phương để tổ chức bốn ngày lễ hội tưng bừng. Trong dịp carnival, các hoạt động thông thường của Barranquilla bị đình trệ vì thành phố đầy những vũ công đường phố, những buổi diễu hành âm nhạc và cải trang. Carnival Barranquilla gồm những điệu nhảy như điệu paloteo Tây Ban Nha, điệu congo châu Phi, và điệu mico y micas của thổ dân. Rất nhiều phong cách của âm nhạc Colombia cũng được biểu diễn, nổi bật nhất là cumbia, một nhạc cụ gồm trống và thanh. 
Carnival Barranquilla được ghi nhận là một Cultural Masterpiece bởi Quốc hội Colombia vào năm 2002.
UNESCO, ở Paris vào ngày 7 tháng 11 năm 2003, cũng thông báo rằng nó là một trong những di sản văn hóa của nhân loại. Việc công bố này diễn ra vào năm Queen Carnival Olga Lucia Rodriquez.

## Các hoạt động

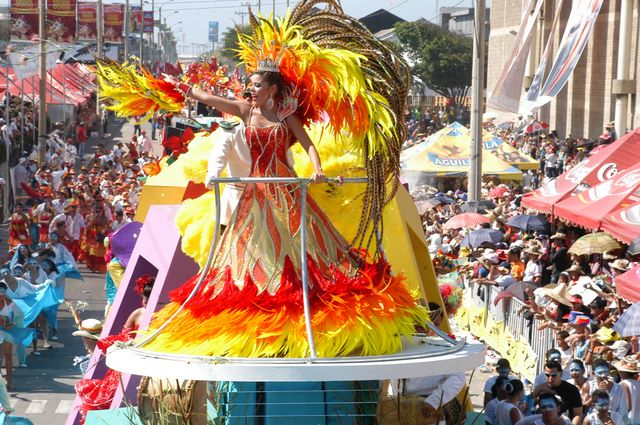
Một nữ hoàng carnival trong Trận chiến các loài hoa

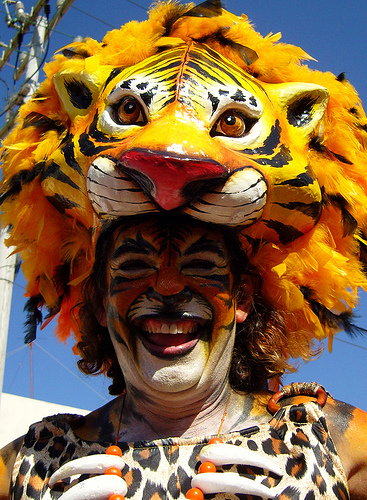
Một kiểu hóa trang trong carnival Barranquilla